# Kapernaumkirche (München)

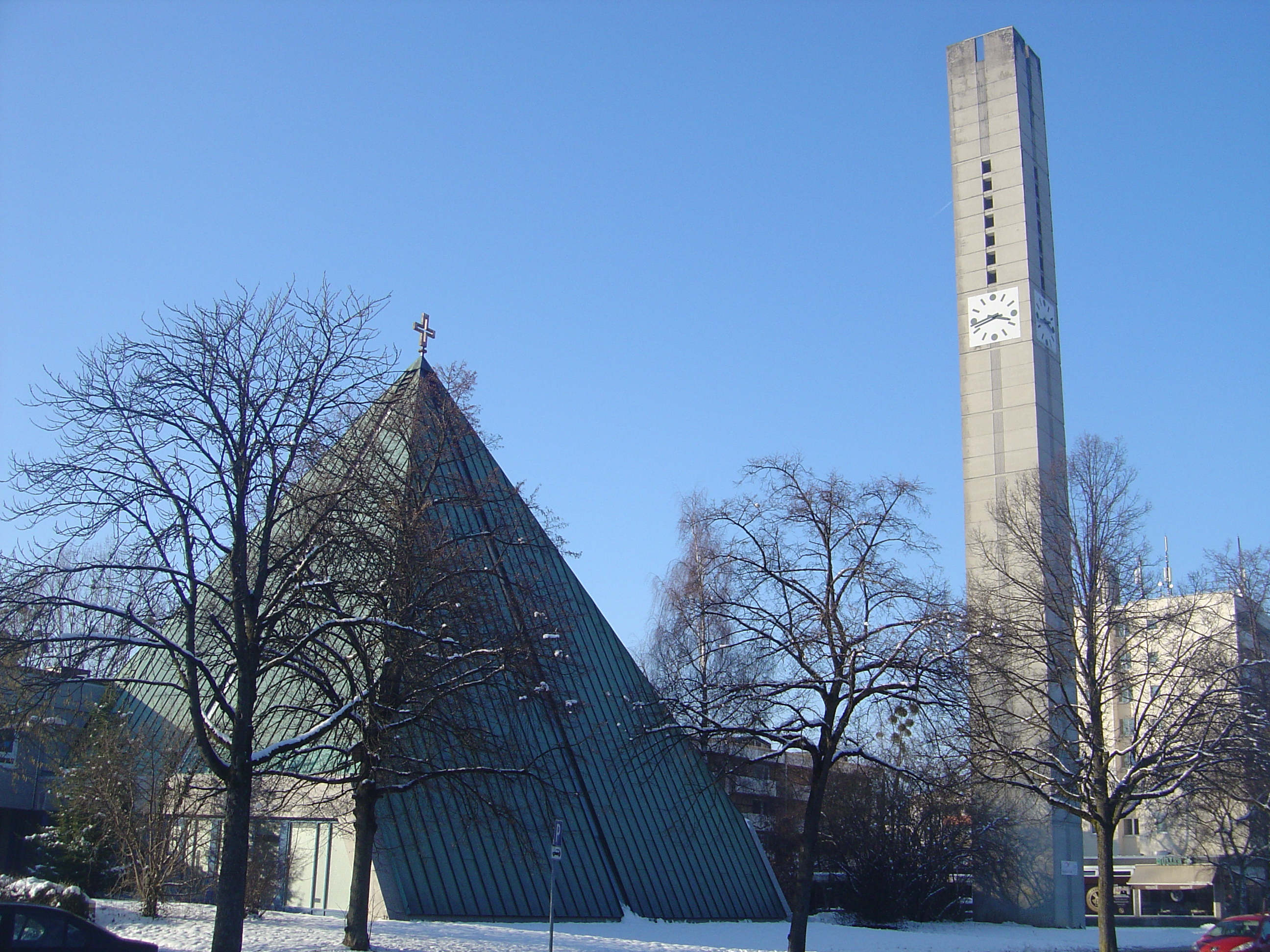
Kapernaumkirche München

Die Kapernaumkirche ist eine evangelisch-lutherische Kirche an der Lassallestraße am Lerchenauer See in München. Der Name leitet sich vom biblischen Ort Kapernaum ab.
Sie wurde am 6. Oktober 1968 eingeweiht. Das Kirchweihfest findet jährlich an Erntedank statt.
Die Kirche ist ein Ort des Kulturgeschichtspfads Feldmoching-Hasenbergl.

## Architektur
Das Kirchengebäude mit dem separat stehenden, 44 m hohen Kirchturm und das zugehörige Gemeindehaus und Pfarramt wurde in den Jahren 1966–68 erbaut. Der Architekt war Reinhard Riemerschmid.
Das gesamte Ensemble steht heute unter Denkmalschutz.

### Innenraum

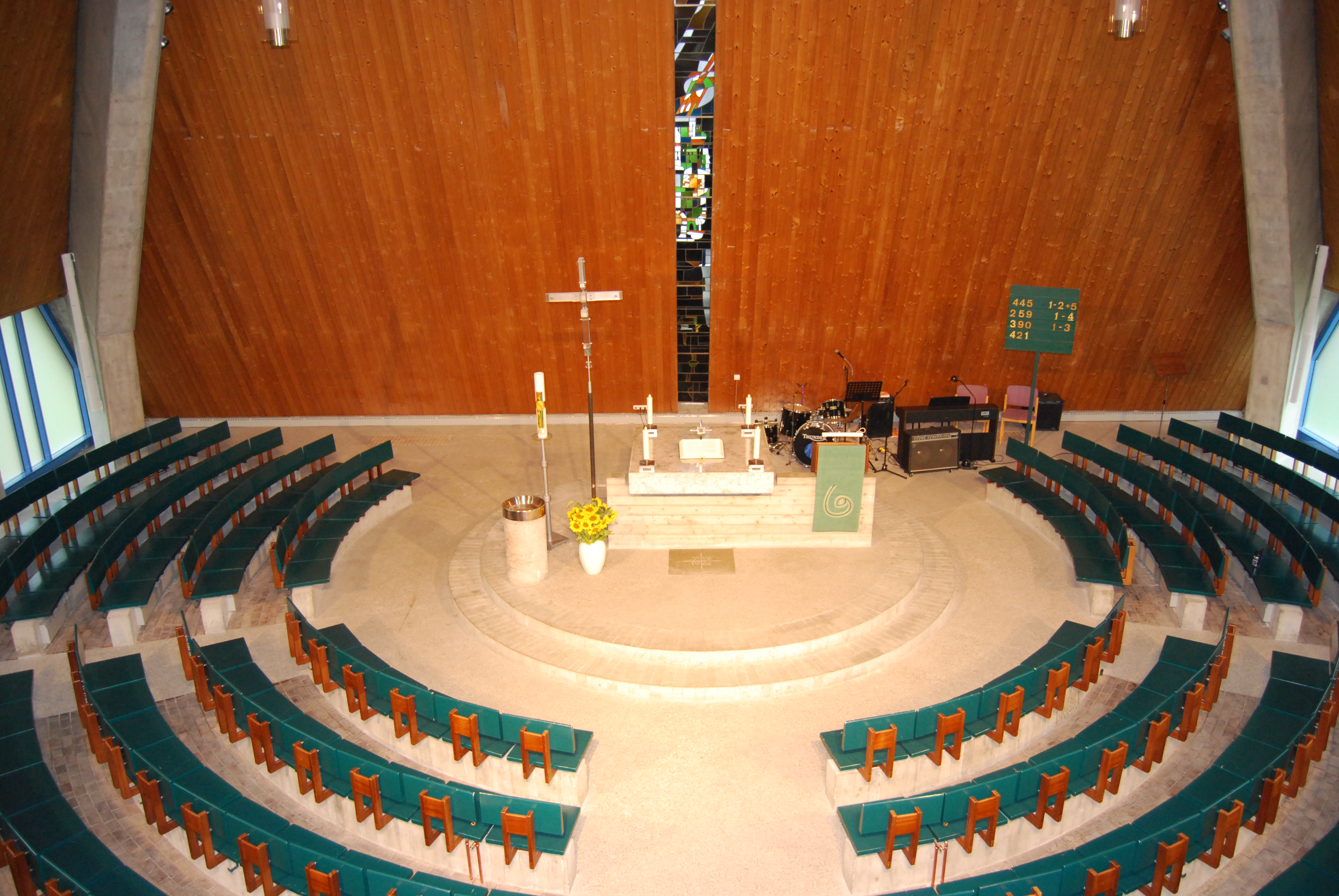
Innenraum mit Altarinsel

Der Gottesdienstraum ist pyramidenförmig, soll an ein Zelt erinnern und ist innen komplett mit Holz verkleidet. Er wirkt auf viele Besucher aufgrund seiner Höhe und seiner Helligkeit zunächst sehr überraschend.

#### Altarinsel
Die Sitzreihen mit insgesamt 336 Plätzen sind um eine Altarinsel angeordnet, welche kreisrund mit zwei Stufen vom Innenraum abgesetzt ist. Dort befindet sich alles, was zum Gottesdienst gebraucht wird:
Der Altar selbst besteht aus einer massiven, polierten Nagelfluhplatte und ist direkt mit der Kanzel verbunden. Abendmahl und Gebet sollen so symbolisch mit Wort und Verkündigung verbunden werden.
Des Weiteren befinden sich im Zentrum ein Kreuz aus Stahl und Kunstglas, die Osterkerze und der Taufstein mit einer silbernen Taufschale.

#### Fenster
Neben zwei großflächigen Fensterfronten an den Seiten befindet sich direkt hinter dem Altar ein schmales, buntes Fensterband, welches bis zur Raumspitze reicht. Es wurde von Gerd Jähnke entworfen und lässt sich in vier Abschnitte einteilen. Besteht dieses Fenster im unteren Teil aus überwiegend schweren und düsteren Farben, so wird es nach oben immer heller und leichter. Es zeigt in mehrfacher Polarität Gottes und unsere Welt: Erde – Himmel; irdische Stadt – Gottes Stadt; dunkel – hell.

Im untersten Teil deuten düstere Farben wie anthrazit, braun und violett auf das mühevolle irdische Leben, voller Sorgen, Nöte, Ängste, Krankheit, Schuld und Tod. Darüber symbolisieren grüne Farben, ein Tor, Steine und Treppen die biblische Stadt Kapernaum. Wiederum darüber erkennt man ein schräg liegendes, violettes Kreuz und in vorwiegend grauen und schwarzen Tönen die verdunkelte Sonne von Golgatha. Es ist die zentrale Stelle des Fensters, und symbolisiert so eine der zentralen Stellen des christlichen Glaubens: Der Opfertod Jesu. Im obersten Abschnitt, vorwiegend in rot, blau und gelb befindet sich das himmlische Jerusalem, beherrscht vom Auge Gottes. Nach oben zu wird es immer heller, lichtvoller, erlöster und vollkommener.

#### Orgel

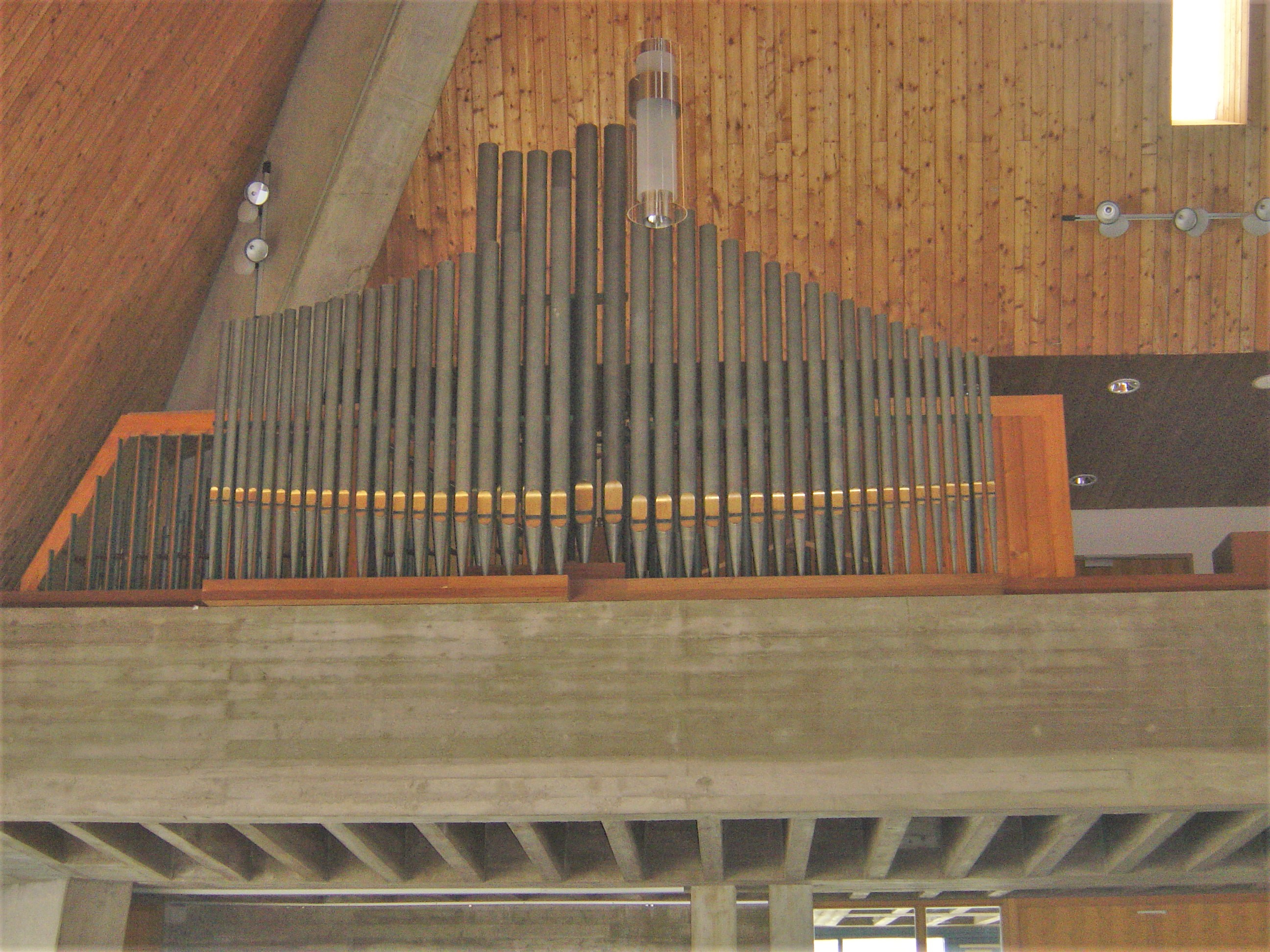
Orgel

Auf der Empore befindet sich eine Orgel von G. F. Steinmeyer & Co. aus dem Jahr 1948, welche ursprünglich aus der Christuskirche stammt und 1976 für die Kapernaumkirche von der Firma Deininger umgebaut wurde.
Die Anordnung der Prospektpfeifen erfolgte so, dass sie das Zeltdach des Kirchengebäudes nachbilden. Die Orgel besitzt 18 Register, verteilt auf zwei Manuale und Pedal. Die Orgelweihe fand am 19. Dezember 1976 statt.

### Außenanlage

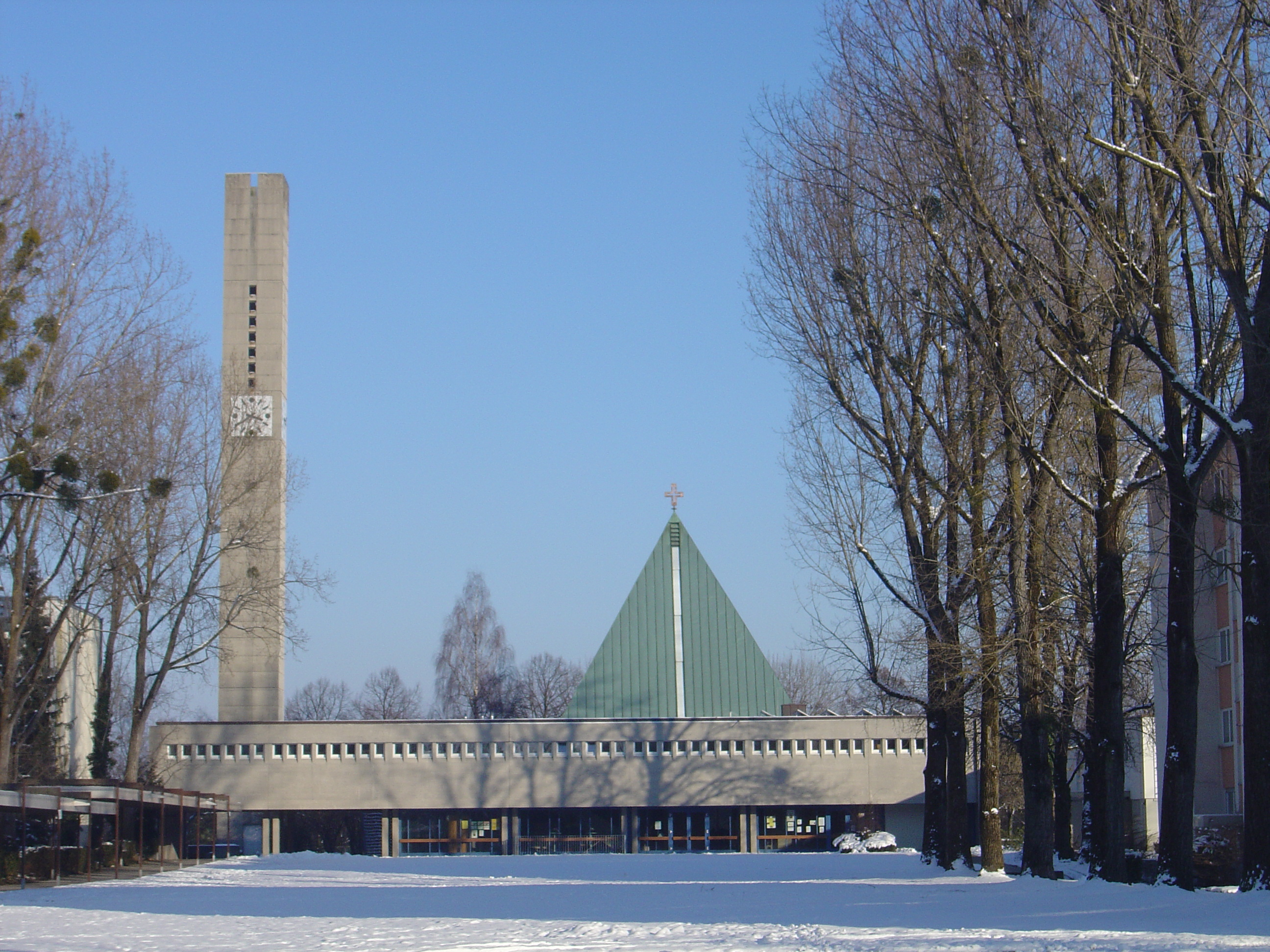
Ansicht von Westen: wie eine Burg

Eine Besonderheit des Kirchengebäudes stellt das großflächige, mit Kupfer überzogene Zeltdach dar, das auf der Ostseite bis zum Boden reicht.
Durch den weitgehend aus Glasscheiben bestehenden Eingangsbereich auf der Westseite kann man auf eine großzügige Parkanlage blicken.
Hierbei fällt auf, dass sich vom Kircheninnenraum bis nach außen der gleiche Bodenbelag ohne Stufe fortsetzt. Die Botschaft des Gottesdienstes soll so von innen bis hinaus in den Alltag getragen werden.
Von außen wirkt das langgestreckte Gemeindehaus wie eine Burg ("Ein feste Burg ist unser Gott"), aber mit dem schlanken Kirchturm, dem spitzen Zeltdach und den Glasfronten mit den Durchgängen zum Lerchenauer See dennoch offen und freundlich.

### Trivia
- Das Gemeindehaus ist mit 44 m genauso breit, wie der Kirchturm hoch ist.
- Der Kirchturm enthält aus statischen Gründen keine Glocken.

## Gemeinde
Die Gemeinde der Kapernaumkirche besteht aktuell (2013) aus etwa 3700 Mitgliedern. Das Gemeindegebiet erstreckt sich im Münchner Nord-Westen über die Stadtteile Fasanerie-Nord, Feldmoching, Lerchenau, Lerchenauer See und Ludwigsfeld.
Zur Gemeinde gehört ebenfalls die Bethanienkirche in Feldmoching. Im Jahr 2005 wurde die Golgathakirche in Ludwigsfeld aus Kostengründen aufgegeben.

### Förderverein
Da die der Gemeinde zur Verfügung stehenden finanziellen Mittel nicht ausreichen, den Unterhalt für die Gebäude zu tragen, wurde der Förderverein "Gemeinschaft braucht Räume e.V." gegründet. Ziel des Vereins ist es, dass die Gemeindezentren der Kapernaum- und Bethanienkirche mit ihrer Ausstattung erhalten und finanziert werden können.
In den Jahren 2009 und 2010 bezuschusste der Förderverein in der Kapernaumkirche umfangreiche Renovierungs- und Sanierungsarbeiten, sowie in 2012 u. a. die Erneuerung der Heizungsanlage in der Bethanienkirche.

### Leitwort
Die Gemeinde hat sich das Leitwort "Glaube Leben Mensch Werden" gegeben. Diese vier Begriffe sollen das Gemeindeleben beschreiben bzw. sollen einen Selbstanspruch darlegen:
- Sorgfältig und liebevoll gestaltete Gottesdienste im Zyklus des Kirchenjahres sollen den Glauben vertiefen
- Seelsorgerliche Begleitung und festliche Gestaltung sollen helfen, die Höhen- und Wendepunkte des Lebens zu feiern und an ihnen zu wachsen
- Gespräche, Begegnungen und inhaltliche Impulse sollen dazu anregen, sich als Mensch weiterzuentwickeln
- in alledem soll es aber nicht darauf ankommen, bereits fertig, perfekt, abgeschlossen und im "Besitz der Wahrheit" zu sein, sondern unterwegs, im "Werden".

Martin Luther hat in konzentrierter Weise dargelegt, woran sich die Gemeinde orientieren möchte:
Das Leben ist nicht ein Frommsein, sondern ein Frommwerden,
nicht eine Gesundheit, sondern ein Gesundwerden,
nicht ein Sein, sondern ein Werden,
nicht eine Ruhe, sondern eine Übung.
Wir sind's noch nicht, wir werden's aber.
Es ist noch nicht getan oder geschehen,
es ist aber im Gang, im Schwang.
Es ist nicht das Ende, es ist aber der Weg.
Es glüht und glänzt noch nicht alles,
es reinigt sich aber alles.